# موکداهان
موکداهان (به تایلندی: มุกดาหาร) یک شهرک در تایلند است که در استان موکداهان واقع شده‌است.

## خصوصیات
موکداهان ۱۸۰٬۶۰۰ نفر جمعیت دارد و ۱۴۰ متر بالاتر از سطح دریا واقع شده‌است.